# 孔多馬河
孔多馬河是俄羅斯的河流，位於科麥羅沃州內，屬於托木河的左支流，河道全長392公里，流域面積8,270平方公里，河畔城鎮有塔什塔戈爾和卡爾坦。
53°44′16″N 87°11′14″E / 53.73778°N 87.18722°E